# 沖蔵
沖 蔵（藏、おき おさむ、1893年（明治26年）11月2日 - 1978年（昭和53年）10月29日）は、大正末から昭和期の弁護士・農民運動家・政治家。衆議院議員。

## 経歴
福岡県山門郡水上村大字小田（東山村、瀬高町を経て現みやま市瀬高町小田）で、沖健雄の二男として生まれる。福岡県立中学伝習館（現福岡県立伝習館高等学校）を経て、1918年（大正7年）東京帝国大学法科大学政治学科を卒業し、さらに1922年（大正11年）同大法学部法律学科（独法）を卒業した。
弁護士を開業し、法政大学教授、上智大学講師も務めた。1923年（大正12年）から2年間、自費でドイツを中心としたヨーロッパ各国の政治経済の状況を視察して帰国し、郷里に戻った。
東山村会議員、福岡県会議員、大政翼賛会福岡県支部庶務部長、同県翼賛壮年団副団長などを務めた。また農業振興にも尽力し、東山村産業組合長、同農会長、福岡県購買連常任理事などに在任した。
1936年（昭和11年）2月、第19回衆議院議員総選挙で福岡県第3区から立憲政友会所属で出馬して初当選し、1942年（昭和17年）4月の第21回総選挙で翼賛政治体制協議会の推薦を受け出馬して再選された。この間、農林省委員、翼賛政治会政調農林委員、同厚生兼務委員などを務め、その後、日本進歩党に所属し衆議院議員に通算2期在任した。
戦後は、公職追放となるが、1950年（昭和25年）追放解除後に再び農民運動に加わり、福岡県指導農業協同組合連合会長などを務めた。

## 国政選挙歴
- 第19回衆議院議員総選挙（福岡県第3区、1936年2月、立憲政友会）当選[6]
- 第20回衆議院議員総選挙（福岡県第3区、1937年4月、立憲政友会公認）落選[9]
- 第21回衆議院議員総選挙（福岡県第3区、1942年4月、翼賛政治体制協議会推薦）当選[7]
- 第27回衆議院議員総選挙（福岡県第3区、1955年2月、無所属）落選[10]